# Aristolochia punjabensis
Aristolochia punjabensis là một loài thực vật có hoa trong họ Aristolochiaceae. Loài này được Lace mô tả khoa học đầu tiên năm 1911.